# Посольство Польши в Италии
Посольство Республики Польша в Италии (пол. Ambasada Rzeczypospolitej Polskiej w Rzymie, итал.  Ambasciata della Repubblica di Polonia in Italia) — польское дипломатическое представительство, расположенное в Риме, Италия.
В консульский округ Посольства входят следующие регионы Италии: Абруццо, Апулия, Базиликата, Калабрия, Кампания, Лацио, Марке, Молизе, Сардиния, Сицилия, Тоскана и Умбрия. Также в ведении посольства находятся Республика Сан-Марино.

## Структура
- Чрезвычайный и Полномочный Посол — руководитель представительства;
- Секретариат посла;
- Политико-экономический отдел;
- Военный атташат;
- Консульский отдел;
- Административно-финансовый отдел[2].

## История
Дипломатические отношения между Польшей и Италией были установлены 27 февраля 1919 года.